# حب ودراجة
حب ودراجة هو فيلم عراقي، أنتج في عام 1989 .

## طاقم العمل
- فائز طه سالم
- كاظم فارس
- طعمة التميمي
- حسين اللامي
- عادل عثمان
- خليل عبد القادر
- ابتسام فريد
- أمل طه
- سهام السبتي
- حسن عبد
- سهير نورس
- ستار خضير
- غازي القيسي
- فاضل جاسم
- أميرة جواد
- عدنان شلال
- فريال كريم
- شهاب أحمد
- فرجينيا ياسين
- سمر محمد
- قاسم الملاك
- ليلى كوركيس
- رحيم التكريتي
- عدنان الحداد
- مناف طالب
- عبد علي اللامي
- عبد الجبار كاظم
- مديحة وجدي
- زاهر الفهد
- أفراح عباس
- فارس عجام